# 井出正信
井出 正信（いで まさのぶ）は、江戸時代前期の代官 。

## 生涯
『寛永諸家系図伝』によると、伯父である井出正次に養育され、その後召されて徳川家康・徳川秀忠・徳川家光に仕えたという。
『寛政重修諸家譜』によると、以下のようにある。慶長14年（1609年）に駿府において徳川家康に仕え、その後三島代官となり、廩米二百俵を賜る。墓所は「駿河国富士郡の本門寺に葬る」とある。この三島代官就任は慶長14年（1609年）に死去した伯父正次の代官職を引き継ぐ形であり、『台徳院殿御実紀』巻十一には「井出藤左衛門正信。鈴木八右衛門隆次。佐野平兵衛正重代官となり。正信正重は廩米二百俵づつ」とある。
三島代官在官時の慶長19年（1614年）10月、大坂冬の陣の際に豊臣秀頼より伊達政宗へ遣わされた密使和久是安を三島にて預かりおくなどしている。『寛永諸家系図伝』「伊達政宗」には「三嶋の代官井出藤左衛門・佐野平兵衛両人仰をうけたまわりて和久をあづかりをき」とある。
正信の政治的地位は高かったとされ、『大猷院殿御実紀』巻一に「伊豆代官井出藤左衛門正信が蒲原の宅にも立より給ふ」とあるように、徳川家光が蒲原にある正信の屋敷を訪れている。しかしこの時正信は病に伏しており、正信の子正員が代わりに拝謁している。また駿府城主内藤信成の娘を娶るなどしている。
寛永10年（1633年）には大宮代官に任ぜられ、これは井出家による大宮代官世襲の礎となった。寛永12年（1635年）6月30日に死去。享年68。